# Antawn Jamison
Antawn Cortez Jamison (Shreveport, 12 giugno 1976) è un ex cestista statunitense, professionista nella NBA. Alto 203 cm per circa 101 kg, giocava nel ruolo di ala grande.

## Carriera
Ha giocato tre anni al college, a North Carolina, con una media di 19 punti e 9,9 rimbalzi a partita. Si guadagna il soprannome di Mr. Inside essendo riuscito a ricevere tutte le onorificenze individuali per un giocatore di college. Al termine della sua carriera universitaria, la sua maglia numero 33 è stata ritirata.
Nel 1998 si dichiarò eleggibile per il draft NBA e venne scelto al primo giro col numero 4 dai Toronto Raptors, ma subito ceduto ai Golden State Warriors in cambio di Vince Carter, suo grande amico e compagno di squadra nei Tar Heels. Con i Warriors giocò le prime 5 stagioni della sua carriera; nel 2003 passò ai Dallas Mavericks, dove raggiunse i play-off e vinse anche il premio NBA Sixth Man of the Year Award. I Mavs uscirono però al primo turno dei play-off per mano dei Sacramento Kings, e a fine stagione Jamison venne ceduto ai Washington Wizards.

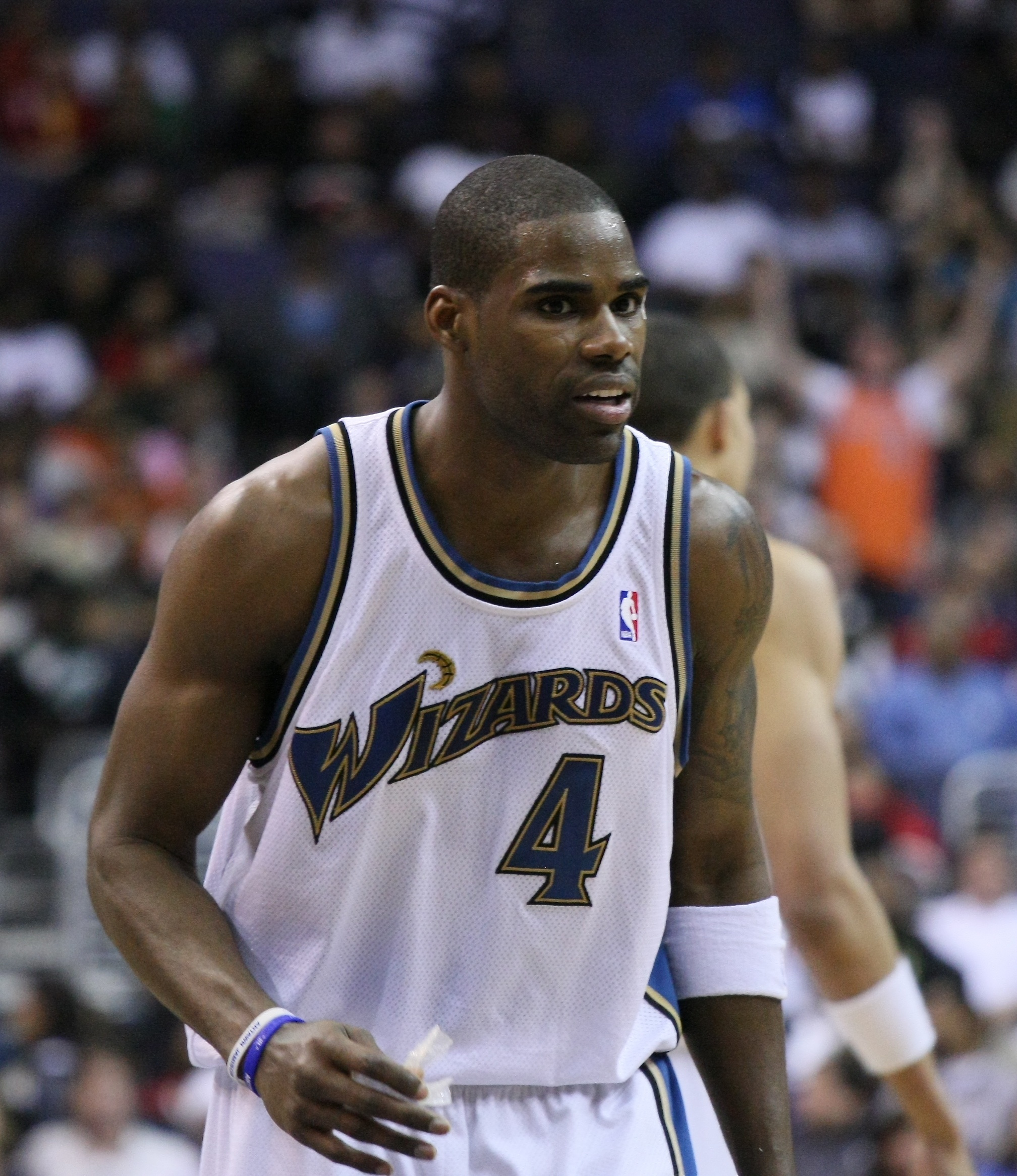
Jamison con la maglia dei Wizards.

Nella stagione 2004-05 per la prima volta venne convocato all'All-Star Game, e raggiunse i play-off con i Wizards, cosa che accadde anche l'anno seguente. Nelle sue stagioni a Washington è riuscito ad esprimere tutto il suo potenziale al fianco di Gilbert Arenas e Caron Butler, costituendo uno dei Big Three più forti dell'NBA. A causa degli infortuni dei suoi due compagni alla fine della stagione 2006-07, nei play-off dovette prendersi la squadra sulle spalle e, nonostante una serie di grandi prestazioni, non riuscì ad evitare la sconfitta per mano dei Cleveland Cavaliers di LeBron James. Nella stagione 2007-08  Arenas si infortuna nuovamente e salta gran parte della stagione, anche Butler deve fermarsi per qualche mese e così Antawn porta quasi da solo la franchigia alla quinta piazza nella East Conference e quindi ai play-off. Il destino vuole che gli avversari dei Wizards siano ancora una volta i Cavaliers e così, nonostante questa volta siano presenti anche Caron Butler e Gilbert Arenas (anche se quest'ultimo a mezzo servizio), il copione si ripete e la serie viene vinta ancora una volta dai Cavs. Durante questa stagione viene convocato per la seconda volta all'All-Star Game.
Il 17 febbraio 2010 viene ceduto ai Cleveland Cavaliers in uno scambio a tre squadre che garantisce ai Wizards Žydrūnas Ilgauskas (subito tagliato), i diritti su Emir Preldžič, Al Thornton (dai Clippers) e una scelta al draft 2010, mentre a Cleveland arriva anche Sebastian Telfair (sempre dai Clippers, che ottengono Drew Gooden dai Wizards).
Scaduto il contratto con i Cavs, il 25 luglio 2012 firma per un anno con i Los Angeles Lakers. Il 28 agosto 2013 decide di restare un altro anno a Los Angeles, ma stavolta per vestire la maglia dei Clippers. L'11 dicembre 2013, nel 2º quarto della partita contro i Boston Celtics, segna un canestro da 3 col quale supera i 20 000 punti in carriera.
Il 20 febbraio 2014 è stato ceduto agli Atlanta Hawks in cambio dei diritti su Cenk Akyol. Il giorno seguente viene "tagliato" e diventa free agent.

## Statistiche

### NCAA
| Anno      | Squadra             | PG  | PT | MP   | TC%  | 3P%  | TL%  | RP   | AP  | PRP | SP  | PP   |
| --------- | ------------------- | --- | -- | ---- | ---- | ---- | ---- | ---- | --- | --- | --- | ---- |
| 1995-1996 | N. Carol. Tar Heels | 32  | -  | 32,9 | 62,4 | 0,0  | 52,6 | 9,7  | 1,0 | 0,8 | 1,0 | 15,1 |
| 1996-1997 | N. Carol. Tar Heels | 35  | -  | 34,3 | 54,4 | 18,2 | 62,1 | 9,4  | 0,9 | 1,1 | 0,6 | 19,1 |
| 1997-1998 | N. Carol. Tar Heels | 37  | -  | -    | 57,9 | 40,0 | 66,7 | 10,5 | 0,8 | 0,8 | 0,8 | 22,2 |
| Carriera  | Carriera            | 104 | -  | 33,6 | 57,7 | 29,6 | 61,7 | 9,9  | 0,9 | 0,9 | 0,8 | 19,0 |

### NBA

#### Regular season
| Anno      | Squadra             | PG   | PT  | MP   | TC%  | 3P%  | TL%  | RP   | AP  | PRP | SP  | PP   |
| --------- | ------------------- | ---- | --- | ---- | ---- | ---- | ---- | ---- | --- | --- | --- | ---- |
| 1998-1999 | G.S. Warriors       | 47   | 24  | 22,5 | 45,2 | 30,0 | 58,8 | 6,4  | 0,7 | 0,8 | 0,3 | 9,6  |
| 1999-2000 | G.S. Warriors       | 43   | 41  | 36,2 | 47,1 | 28,6 | 61,1 | 8,3  | 2,1 | 0,7 | 0,3 | 19,6 |
| 2000-2001 | G.S. Warriors       | 82   | 82  | 41,4 | 44,2 | 30,2 | 71,5 | 8,7  | 2,0 | 1,4 | 0,3 | 24,9 |
| 2001-2002 | G.S. Warriors       | 82   | 82  | 37,0 | 44,7 | 32,4 | 73,4 | 6,8  | 2,0 | 0,9 | 0,5 | 19,7 |
| 2002-2003 | G.S. Warriors       | 82   | 82  | 39,3 | 47,0 | 31,1 | 78,9 | 7,0  | 1,9 | 0,9 | 0,5 | 22,2 |
| 2003-2004 | Dallas Mavericks    | 82   | 2   | 29,0 | 53,5 | 40,0 | 74,8 | 6,3  | 0,9 | 1,0 | 0,4 | 14,8 |
| 2004-2005 | Wash. Wizards       | 68   | 68  | 38,3 | 43,7 | 34,1 | 76,0 | 7,6  | 2,3 | 0,8 | 0,2 | 19,6 |
| 2005-2006 | Wash. Wizards       | 82   | 80  | 40,1 | 44,2 | 39,4 | 73,1 | 9,3  | 1,9 | 1,1 | 0,1 | 20,5 |
| 2006-2007 | Wash. Wizards       | 70   | 70  | 38,0 | 45,0 | 36,4 | 73,6 | 8,0  | 1,9 | 1,1 | 0,5 | 19,8 |
| 2007-2008 | Wash. Wizards       | 79   | 79  | 38,7 | 43,6 | 33,9 | 76,0 | 10,2 | 1,5 | 1,3 | 0,4 | 21,4 |
| 2008-2009 | Wash. Wizards       | 81   | 81  | 38,2 | 46,8 | 35,1 | 75,4 | 8,9  | 1,9 | 1,2 | 0,3 | 22,2 |
| 2009-2010 | Wash. Wizards       | 41   | 41  | 38,9 | 45,0 | 34,5 | 70,0 | 8,8  | 1,3 | 1,0 | 0,2 | 20,5 |
| 2009-2010 | Cleveland Cavaliers | 25   | 23  | 32,4 | 48,5 | 34,2 | 50,6 | 7,7  | 1,3 | 1,1 | 0,5 | 15,8 |
| 2010-2011 | Cleveland Cavaliers | 56   | 38  | 32,9 | 42,7 | 34,6 | 73,1 | 6,7  | 1,7 | 0,9 | 0,5 | 18,0 |
| 2011-2012 | Cleveland Cavaliers | 65   | 65  | 33,1 | 40,3 | 34,1 | 68,3 | 6,3  | 2,0 | 0,8 | 0,7 | 17,2 |
| 2012-2013 | L.A. Lakers         | 76   | 6   | 21,5 | 46,4 | 36,1 | 69,1 | 4,8  | 0,7 | 0,4 | 0,3 | 9,4  |
| 2013-2014 | L.A. Clippers       | 22   | 0   | 11,3 | 31,5 | 19,5 | 72,0 | 2,5  | 0,3 | 0,4 | 0,1 | 3,8  |
| Carriera  | Carriera            | 1083 | 864 | 34,8 | 45,1 | 34,6 | 72,4 | 7,5  | 1,6 | 1,0 | 0,4 | 18,5 |
| All-Star  | All-Star            | 2    | 0   | 12,5 | 37,5 | 33,3 | -    | 2,5  | 0,5 | 0,0 | 0,5 | 3,5  |

#### Play-off
| Anno     | Squadra             | PG | PT | MP   | TC%  | 3P%  | TL%  | RP   | AP  | PRP | SP  | PP   |
| -------- | ------------------- | -- | -- | ---- | ---- | ---- | ---- | ---- | --- | --- | --- | ---- |
| 2004     | Dallas Mavericks    | 5  | 0  | 21,8 | 45,6 | 25,0 | 73,3 | 5,0  | 0,4 | 1,0 | 0,4 | 13,0 |
| 2005     | Wash. Wizards       | 10 | 10 | 38,0 | 45,1 | 50,0 | 68,8 | 6,3  | 1,2 | 0,7 | 0,4 | 18,5 |
| 2006     | Wash. Wizards       | 6  | 6  | 42,2 | 42,4 | 31,3 | 77,8 | 7,2  | 3,0 | 1,0 | 0,3 | 19,2 |
| 2007     | Wash. Wizards       | 4  | 4  | 43,3 | 47,6 | 34,6 | 75,0 | 9,8  | 1,3 | 0,5 | 1,0 | 32,0 |
| 2008     | Wash. Wizards       | 6  | 6  | 39,5 | 40,6 | 28,0 | 57,1 | 12,0 | 1,0 | 1,3 | 1,3 | 16,8 |
| 2010     | Cleveland Cavaliers | 11 | 11 | 34,1 | 46,7 | 25,6 | 73,2 | 7,4  | 1,3 | 0,6 | 1,0 | 15,3 |
| 2013     | L.A. Lakers         | 4  | 0  | 19,8 | 43,5 | 41,7 | 66,7 | 1,8  | 0,3 | 0,3 | 0,5 | 7,3  |
| Carriera | Carriera            | 46 | 37 | 34,9 | 44,8 | 34,1 | 70,6 | 7,2  | 1,3 | 0,8 | 0,7 | 17,2 |

#### Massimi in carriera
- Massimo di punti: 51 (2 volte)[1]
- Massimo di rimbalzi: 23 vs New York Knicks (30 gennaio 2010)
- Massimo di assist: 7 (7 volte)
- Massimo di palle rubate: 6 (5 volte)
- Massimo di stoppate: 5 vs Miami Heat (15 dicembre 2006)
- Massimo di minuti giocati: 56 vs Detroit Pistons (25 novembre 2005)

## Palmarès

### High school e college
- McDonald's All-American Game (1995)
- NCAA AP Player of the Year (1998)
- NCAA John R. Wooden Award (1998)
- NCAA Naismith Men's College Player of the Year Award (1998)
- NCAA AP All-America First Team (1998)
- NCAA AP All-America Second Team (1997)

### NBA
- NBA Sixth Man of the Year Award (2004)
- NBA All-Rookie Second Team (1999)
- 2 volte NBA All-Star (2005, 2008)
- Cinquantacinquesimo miglior marcatore di sempre sommando ABA e NBA
- Cinquantunesimo miglior marcatore di sempre NBA